# دزآور
دزآور روستایی از توابع بخش نوسود شهرستان پاوه واقع دراستان کرمانشاه است. دزآور (زاور) از غرب با روستاهای کیمنه وهانی گرمله و از شرق با شهر نودشه، از شمال و به موازات کوه دالانی باکوه‌های بخش هورامان تخت شهرستان سروآباد و از جنوب با شهرهای نوسود (پاوە) و طویله (تەویلی) اقلیم کردستان عراق هم مرز است.